# Željko Komšić

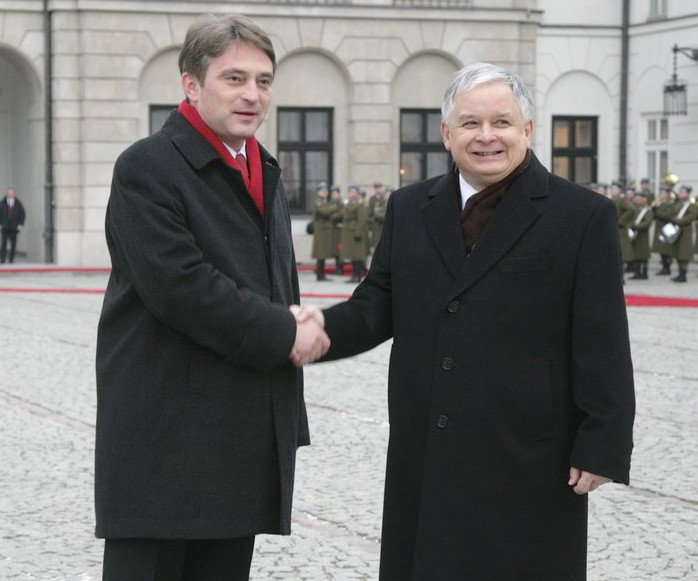
Željko Komšić (till vänster) och Polens president Lech Kaczyński

Željko Komšić, född 20 januari 1964 i Sarajevo, Federationen Bosnien och Hercegovina i Bosnien och Hercegovina (dåvarande Socialistiska republiken Bosnien och Hercegovina i Socialistiska federativa republiken Jugoslavien), politiker i Bosnien-Hercegovina, Socialdemokrat. Valdes den 1 oktober 2006 till ledamot i det bosniska presidentrådet, och är dess ordförande sedan 6 juli 2007. Under kriget i Bosnien 1992-1995 var Komšić soldat i den bosniska armén där han för sin tapperhet i försvaret av landet förärades med den bosniska tapperhetsmedaljen Gyllene liljan.